# Camille Jullian
Camille Jullian, född 15 mars 1859 i Marseille, död 12 december 1933 i Paris, var en fransk historiker.
Jullian blev filosofie doktor 1883, var professor i Bordeaux och blev 1924 medlem av Franska akademin. Han var samtidens främsta kännare av Gallien under forntiden. Bland Jullians talrika skrifter märks det monumental verket Histoire de la Gaule (8 band, 1907-26).